# Benzyl benzoate
Benzyl benzoate (BnBzO), được bán dưới tên thương mại Scabanca cùng với một số những tên khác, là một loại dược phẩm và thuốc diệt côn trùng. Nếu dùng với vai tròmột loại dược phẩm, chúng sẽ được sử dụng để điều trị ghẻ và chấy. Để đối phó với ghẻ thì permethrin hoặc malathion thường được ưa chuộng. Chúng được bôi lên da dưới dạng một loại kem dưỡng da. Thông thường sẽ phải cần từ hai đến ba lần bôi.
Các tác dụng phụ có thể bao gồm kích ứng da, một số tác dụng phụ nghiêm trọng hơn có thể có hưng phấn quá độ, mất phối hợp, mất điều hòa, co giật và tê liệt đường hô hấp. Chúng không được khuyến cáo sử dụng cho trẻ em. Thuốc này cũng được sử dụng cho các động vật khác; tuy nhiên, đây là chất độc đối với mèo. Phương thức hoạt động của chúng là không rõ ràng.
Benzyl benzoate lần đầu tiên được nghiên cứu cho y tế vào năm 1918. Nó nằm trong danh sách các thuốc thiết yếu của Tổ chức Y tế Thế giới, tức là nhóm các loại thuốc hiệu quả và an toàn nhất cần thiết trong một hệ thống y tế. Benzyl benzoate có sẵn dưới dạng thuốc gốc. Chi phí bán buôn ở các nước đang phát triển là khoảng 0,21 đến 0,53 USD trên 100 mL. Thuốc không có sẵn cho việc sử dụng y tế tại Hoa Kỳ. Tại Vương quốc Anh, chi phí được bán bởi NHS là khoảng £ 2.50 cho 500 mL.